# Факсимиле
Факси́миле (от лат. fac simile — букв. «делай подобное») — воспроизведение любого графического оригинала — рукописи, рисунка, чертежа, гравюры, подписи, монограммы — передающее его вполне точно, со всеми подробностями.
Факсимиле отличается от других форм репродуцирования попыткой как можно точнее воспроизвести источник по масштабу, цвету, состоянию и другим материальным качествам, то есть создать копию, которая максимально соответствует оригиналу.

## История
До XIX века факсимиле, как правило, делалось посредством прорисовки оригинала через прозрачную бумагу и затем гравирования на металле или дереве и литографирования, в новейшее же время изготовление подобных снимков значительно облегчилось благодаря изобретению и усовершенствованию светописи — фотографии, фототипии, фотогравюры, фотоцинкотипии и фотолитографии, дающих возможность получать безусловно верные факсимиле чисто механическим путём.
Процесс исполнения таких воспроизведений называется факсимилированием. Издания, в точности воспроизводящие рукописи или издания другой эпохи, называются факси́мильными. Факсимильные издания рукописей и редких книг обычно создаются в научных целях.